# Burg Beuren
Die Burg Beuren ist eine abgegangene Höhenburg im Bereich der Wüstung Beuren bei Vöhringen im Landkreis Rottweil in Baden-Württemberg.

## Geographische Lage
Die Burg stand auf 584,1 m ü. NHN etwas zurückgesetzt und näher am rechten Oberlauf auf dem Sporn Schlossberg zwischen den Tälern des Rohrbachs links und im Norden und des Rindelbachs rechts und im Südosten. Diese zwei Bächen vereinen sich nur knapp einen Kilometer nordöstlich des Burgplatzes in der weiten Talaue des Beuremer Tals auf knapp 500 m ü. NHN zum Stockbach, einem größeren und westlichen Zufluss der Stunzach. Burgplatz und Sporn sind heute völlig von Wald bedeckt.

## Geschichte und Beschreibung
Die Burg wurde vermutlich im 11. Jahrhundert von den Herren von Beuren erbaut und wurde im 13. Jahrhundert erwähnt. Das Dorf wurde 1482 von Württemberg an Vöhringen verkauft und ist vermutlich im Zuge des Dreißigjährigen Krieges wüst gefallen. Im 16. Jahrhundert war die Burg im Besitz der Stählin von Stockburg, 1578 der von von Stotzingen und wurde 1608 von der Gemeinde Vöhringen gekauft.
Die Burgstelle, zu der nur zugewachsene Wege führen, zeigt nur noch Schutthügel und ein kleines Mauerstück.